# Amatán
Amatán est une municipalité du Chiapas, au Mexique. Elle couvre une superficie de 109,3 km2 et compte 19 348 habitants en 2015.
Le peuple indigène zoque d'Amatán a fait valoir son droit à l'autodétermination le 30 novembre 2018 en en élisant un "Conseil Populaire de Gouvernance Légitime", actuellement non reconnu par l'État fédéral mexicain,.